# Víkingur Ólafsson
Víkingur Ólafsson (14 de febrero de 1984) es un pianista islandés.
Ólafsson ha tocado con orquestas de primer nivel en Europa y Estados Unidos, incluyendo la Orquesta Filarmónica de Los Ángeles, la Orquesta Philharmonia, la Orquesta de Minnesota, la Orquesta Sinfónica de Gotemburgo, la Orquesta Sinfónica de Detroit y la Orquesta Sinfónica de la Radio Sueca, y con directores como Thomas Adès, Esa-Pekka Salonen y Santtu-Matias Rouvali. Ha ganado numerosos premios por sus interpretaciones, incluyendo Álbum del Año en la edición de 2019 de los premios de la BBC Music Magazine por su disco Johann Sebastian Bach.
Tras su álbum Philip Glass Piano Works (Obras para piano de Philip Glass), Ólafsson fue descrito como «el Glenn Gould de Islandia» por el periódico New York Times y «un pianista sorprendentemente brillante» por la revista Gramophone y elogiado por el periódico Le Monde debido a su «temperamento volcánico, gran virtuosismo y gusto por los desafíos».
Fue solista en el concierto de apertura de Harpa en Reikiavik, tocando el Concierto para piano en La menor de Grieg con la Orquesta Sinfónica de Islandia bajo la dirección de Vladímir Ashkenazi.
Durante la temporada 2019-20, Ólafsson será artista residente en la Konzerthaus Berlin con catorce actuaciones en once proyectos diferentes, tocando conciertos de Thomas Adès, Robert Schumann, Daníel Bjarnason y Mozart, dos recitales en solitario y programas de cámara con intérpretes como Martin Fröst y Florian Boesch.
En 2016, firmó un contrato de exclusividad con Deutsche Grammophon.

## Primeros años y educación
Víkingur Ólafsson creció en Reikiavik y empezó a tocar el piano a una edad temprana bajo la tutela de su madre, profesora de piano. Estudió en la Escuela Juilliard de Nueva York, consiguiendo los grados de Bachelor y Master bajo la supervisión de Jerome Lowenthal y Robert McDonald. Ólafsson también fue alumno de Ann Schein.

## Carrera profesional
Víkingur Ólafsson ha ofrecido recitales en Japón, Estados Unidos y diversas salas de conciertos europeas como la Filarmónica de Berlín, el Royal Albert Hall de Londres, el Suntory Hall en Tokio, la Laeiszhalle de Hamburgo, el Palacio de la Música Catalana de Barcelona y el Edificio Flagey en Bruselas.
En la temporada 2019-20, Ólafsson estrenará en Francia el Concierto para piano No. 2 de John Adams con la Orquesta Filarmónica de Radio Francia y tocará la obra también con la Orquesta Filarmónica de la Radio de los Países Bajos de los Países Bajos, estando en sendas ocasiones bajo la batuta del propio compositor. Tiene asimismo previstos conciertos con la Orquesta Hallé, la Orquesta Filarmónica de Hong Kong y Jaap van Zweden, la Konzerthausorchester Berlin y Christoph Eschenbach, la Orquesta Sinfónica de San Diego con Rafael Payare, el Festival Internacional de Bergen con Ed Gardner y la Orquesta Sinfónica de Islandia con Daníel Bjarnason.
Durante su residencia como artista en la Konzerthaus Berlin ofrecerá recitales en solitario en la Konzerthaus de Viena, el Festival de Lucerna, la sala de conciertos de Gotemburgo y Japón, durante una gira.
Ólafsson ha estrenado seis conciertos para piano de distintos compositores islandeses, como Snorri Sigfús Birgisson, Daníel Bjarnason, Haukur Tómasson, y Þórður Magnússon, y obras para piano solo o cámara de Atli Infólfsson, Mark Simpson y Mark Anthony Turnage. Ólafsson ha participado en proyectos con Philip Glass (en Reikiavik, Gotemburgo y Londres) y Björk, este último televisado en el programa Átta raddir para RÚV, la organización nacional de radiodifusión pública de Islandia.

### Grabaciones
Ólafsson ha publicado tres álbumes en su propio sello discográfico, Dirrindí:
- 2009 – Debut, con las 7 Fantasies Op. 116 y 16 Valses de Brahms y las Variaciones Heroica de Beethoven.
- 2011 – Chopin-Bach, con los Preludios de Chopin y dos de las Partitas de Bach.
- 2012 – Winterreise, con la obra homónima de Schubert junto al bajo islandés Kristinn Sigmundsson (CD y DVD). Fue premiado como Álbum Clásico del Año en los Premios Islandeses de Música de 2012.[24]

En 2016, Ólafsson firmó un contrato de exclusividad con Deutsche Grammophon.
- 2017 – Philip Glass - Piano Works, con los Études y el primer movimiento, "Opening", de Glassworks de Philip Glass junto a una versión de Glassworks de Christian Badzura.
- 2018 – Johann Sebastian Bach, con obras para piano solo del compositor. El álbum recibió numerosos reconocimientos a nivel internacional, incluyendo Álbum del Año en la edición de 2019 de los premios de la BBC Music Magazine.[26]
- 2020 - Debussy • Rameau

Ólafsson también ha grabado la banda sonora de Darkest Hour, película dirigida por Joe Wright, y publicado Bach Reworks, con seis versiones de obras de J. S. Bach realizadas por compositores como Ben Frost, Peter Gregson y Valgeir Sigurðsson, así como el propio Ólafsson.

### Reconocimientos
Ólafsson ha sido reconocido con diversos premios:
- 2019 – Artista del año por la revista Gramophone.[27]
- 2019 – Grabación del Año por la BBC Music Magazine por su disco Johann Sebastian Bach.[26]
- 2019 – Álbum Instrumental del Año por la BBC Music Magazine por su disco Johann Sebastian Bach.[26]
- 2019 – Piano Recital Album del año de la Opus Klassik for Johann Sebastian Bach.
- 2019 – Artista Internacional del Año por la revista Limelight.[28]

### Televisión
Ólafsson ha presentado dos series de televisión sobre música clásica. Emitidos en RÚV, fueron bien recibidos por los críticos. También ha escrito y presentado programas de radio para Rás 1.

### Festivales
En 2012, Víkingur Ólafsson fundó el festival de música de cámara Reykjavik Midsummer Music, celebrado anualmente en Harpa, Reikiavik. El festival fue premiado como Evento Musical del Año en los Premios Musicales Islandeses de 2012, junto a un premio por innovación.
En 2014, durante el Transart Festival de Bolzano, Italia, Ólafsson colaboró con el artista suizo Roman Signer en un espectáculo titulado Vers la Flamme – Ein Konzert mit Störung. Ólafsson interpretó Vers la flamme de Aleksandr Skriabin en un escenario flotando sobre el lago Vernago con un helicóptero sobrevolándolo.
En 2015, Ólafsson sucedió a Martin Fröst como director artístico del Vinterfest de Suecia.

## Vida personal
Víkingur Ólafsson tiene oído absoluto y sinestesia, asociando tonalidades con colores. Ha comentado asociar Fa menor con el azul, La mayor con el amarillo y Si mayor con el lila, como algunos ejemplos.